# Middelburg (Mpumalanga)
Middelburg è una città del Sudafrica che si trova nella provincia di Mpumalanga. Ricade nella Municipalità locale di Steve Tshwete. È stata fondata nel 1864 con il nome di Nasareth, che fu cambiato in Middelburg nel 1872.

## Popolazione
Secondo il censimento del 2011, Middelburg ha una popolazione di 87.348 abitanti.